# France Jamet
France Jamet (Parigi, 5 febbraio 1961) è una politica francese.
Membro del Front National (FN) dal 1974, è diventata dirigente del partito, affermandosi nella regione Occitania, dove ha ricoperto diversi mandati locali all'opposizione. Ricopre l'incarico di europarlamentare dal 2017, dopo l'elezione di Louis Aliot all'Assemblea nazionale e poi di nuovo dopo le elezioni europee del 2019 e del 2024.

## Biografia
Nata il 5 febbraio 1961 a Parigi, è figlia di Alain Jamet, co-fondatore ed ex vicepresidente del Front National. Nel 2012 è diventata compagna di Guillaume Vouzellaud, un dirigente del partito nell'Hérault.
Dopo aver conseguito la laurea in giurisprudenza all'età di 28 anni, ha svolto diverse professioni, tra cui commessa, albergatrice, assicuratrice e segretaria legale.
Vicina alla Confederazione per la Difesa dei Commercianti e degli Artigiani, ne ha diretto il quotidiano, Le Légitime.

## Carriera politica
Mentre la sua famiglia manteneva legami amichevoli con quella di Jean-Marie Le Pen ed era amica d'infanzia di Marine Le Pen, France Jamet si unì al Front National nel 1974 e successivamente divenne membro dell'ufficio politico del partito.
Si candidò alle elezioni municipali del 1983 a Montpellier e partecipò poi a numerose campagne elettorali nell'Hérault.
Dal 1998 è consigliere regionale della Linguadoca-Rossiglione, divenuta consigliere regionale dell'Occitania nel 2016. Alle elezioni regionali del 2010, come capolista del FN in Linguadoca-Rossiglione, ha ottenuto il 19,4% dei voti al secondo turno. Presiede il gruppo Front National - Rassemblement bleu Marine nel consiglio regionale.
Nel 2012 si è candidata alle elezioni legislative nella settima circoscrizione dell'Hérault, dove ha ottenuto il 22,1% dei voti espressi al primo turno e il 19,8% al secondo. Cinque anni dopo, ha raccolto il 34,3% dei voti nella prima circoscrizione dell'Hérault al secondo turno.
Durante le elezioni muunicipali del 2014 a Montpellier, ha guidato la lista del Front National, ricevendo il 13,8% dei voti espressi al primo turno e il 9,2% al secondo. È stata eletta consigliere municipale della città con altri due suoi compagni di corsa, nonché consigliera della comunità di Montpellier Méditerranée Métropole.
Al Parlamento europeo, è stata assistente parlamentare di Joëlle Mélin dal 2014 al 2016; in tale veste, è sospettata di impiego fittizio nell'affare degli assistenti parlamentari del Front National al Parlamento europeo.
Il 21 luglio 2017, a seguito dell'elezione di Louis Aliot all'Assemblea nazionale e del rigetto da parte del Consiglio costituzionale del ricorso contro la sua elezione, è diventata deputata europea e ha lasciato, il 15 settembre, la carica di presidente del gruppo Front National - Rassemblement bleu Marine presso il consiglio regionale dell'Occitania.